# Enivere
Koordinaten: 58° 51′ N, 23° 47′ O
Enivere (deutsch Enniwere bzw. Sternberg) ist ein Dorf (estnisch küla) in der Landgemeinde Lääne-Nigula (bis 2017: Landgemeinde Martna) im Kreis Lääne in Estland.

## Einwohnerschaft und Lage
Der Ort hat nur noch einen Einwohner (Stand 31. Dezember 2011). Er liegt etwa 17 Kilometer südöstlich der Landkreishauptstadt Haapsalu. Durch das Dorf fließt der Fluss Rannamõisa (Rannamõisa jõgi), der in die Bucht von Matsalu mündet.
Bei dem Berg Jurgemägi haben Archäologen bereits seit dem 19. Jahrhundert eine größere Grabstelle aus dem 12./13. Jahrhundert freigelegt.